# Élisabeth d'Ayen
Élisabeth Pauline Sabine Marie de Noailles  épouse Macready (27 octobre 1898 à Maintenon - 7 décembre 1969 à Paris 15e) est une joueuse de tennis française,.

## Biographie
Son père Adien de Noailles d'une des grandes familles aristocratiques françaises, était maire de Maintenon lors de sa naissance. Elle est la sœur du duc Jean Maurice Paul Jules de Noailles. Elle se marie à Paris en 1920 avec Gordon Macready (en) et prend le nom de Macready.
Contemporaine de la championne Suzanne Lenglen, elle décroche avec celle-ci la médaille de bronze en double dames aux Jeux olympiques de 1920 à Anvers.

## Palmarès

### Titre en double dames
| No | Date       | Nom et lieu du tournoi      | Catégorie | Surface      | Partenaire      | Finalistes                       | Score    |          |
| -- | ---------- | --------------------------- | --------- | ------------ | --------------- | -------------------------------- | -------- | -------- |
| 1  | 05/06/1920 | Championnat de France Paris | G. Chelem | Terre (ext.) | Suzanne Lenglen | Germaine Golding Jeanne Vaussard | 6-1, 6-1 | Parcours |

## Parcours en Grand Chelem (partiel)
Si l’expression « Grand Chelem » désigne classiquement les quatre tournois les plus importants de l’histoire du tennis, elle n'est utilisée pour la première fois qu'en 1933, et n'acquiert la plénitude de son sens que peu à peu à partir des années 1950.

### En simple dames
| Année | Championnat d'Australasie Championnat d'Australie | Championnat d'Australasie Championnat d'Australie | Championnat de France Internationaux de France | Championnat de France Internationaux de France | Wimbledon       | Wimbledon        | US National | US National |
| ----- | ------------------------------------------------- | ------------------------------------------------- | ---------------------------------------------- | ---------------------------------------------- | --------------- | ---------------- | ----------- | ----------- |
| 1920  | -                                                 | -                                                 | 1/4 de finale                                  | Suzanne Lenglen                                | -               | -                | -           | -           |
| 1923  | -                                                 | -                                                 | -                                              | -                                              | 3e tour (1/16)  | F.M. Haldane     | -           | -           |
| 1924  | -                                                 | -                                                 | -                                              | -                                              | 1er tour (1/32) | Evelyn Colyer    | -           | -           |
| 1925  | -                                                 | -                                                 | 3e tour (1/8)                                  | Suzanne Lenglen                                | -               | -                | -           | -           |
| 1927  | -                                                 | -                                                 | -                                              | -                                              | 2e tour (1/32)  | M. Chamberlain   | -           | -           |
| 1928  | -                                                 | -                                                 | 2e tour (1/16)                                 | Meryl O'Hara                                   | 2e tour (1/32)  | Phyllis Mudford  | -           | -           |
| 1929  | -                                                 | -                                                 | 1er tour (1/32)                                | Rosie Berthet                                  | 1er tour (1/64) | Dorothy Shepherd | -           | -           |
| 1931  | -                                                 | -                                                 | 1er tour (1/32)                                | H. Contostavlos                                | -               | -                | -           | -           |
| 1932  | -                                                 | -                                                 | 1er tour (1/32)                                | L. Claude-Anet                                 | 2e tour (1/32)  | Dorothy Shepherd | -           | -           |
| 1933  | -                                                 | -                                                 | 2e tour (1/16)                                 | Edith Wilson                                   | 2e tour (1/32)  | Helen Wills      | -           | -           |
| 1937  | -                                                 | -                                                 | 1er tour (1/32)                                | Simone Iribarne                                | -               | -                | -           | -           |

À droite du résultat, l’ultime adversaire.

### En double dames
| Année | Championnat d'Australasie Championnat d'Australie | Championnat d'Australasie Championnat d'Australie | Championnat de France Internationaux de France | Championnat de France Internationaux de France | Wimbledon                     | Wimbledon                 | US National | US National |
| ----- | ------------------------------------------------- | ------------------------------------------------- | ---------------------------------------------- | ---------------------------------------------- | ----------------------------- | ------------------------- | ----------- | ----------- |
| 1920  | -                                                 | -                                                 | All comer's victoire S. Lenglen                | G. Golding J. Vaussard                         | -                             | -                         | -           | -           |
| 1925  | -                                                 | -                                                 | 1er tour (1/8) I. Fonrodona                    | G. Golding J. Vaussard                         | -                             | -                         | -           | -           |
| 1928  | -                                                 | -                                                 | 1er tour (1/8) Mme Fourcade                    | D. Akhurst L. Bickerton                        | -                             | -                         | -           | -           |
| 1929  | -                                                 | -                                                 | 2e tour (1/8) Le Besnerais                     | Lilí Álvarez C. Bouman                         | -                             | -                         | -           | -           |
| 1931  | -                                                 | -                                                 | 2e tour (1/8) Rosie Berthet                    | Mary Heeley D. Shepherd                        | 3e tour (1/8) C. Hardie       | Elsie Pittman Joan Ridley | -           | -           |
| 1932  | -                                                 | -                                                 | 1er tour (1/16) Miss Marre                     | J. Gallay V. Gallay                            | 1er tour (1/32) V. Montgomery | P. Howkins Billie Yorke   | -           | -           |
| 1933  | -                                                 | -                                                 | 2e tour (1/8) Edith Wilson                     | S. Mathieu E. Ryan                             | 1er tour (1/32) L. Culbert    | Elsa Haylock Contostavlos | -           | -           |
| 1935  | -                                                 | -                                                 | -                                              | -                                              | 1er tour (1/32) M. Baumgarten | Helen Dyson T. Terwindt   | -           | -           |
| 1937  | -                                                 | -                                                 | 2e tour (1/8) Lady Dersen                      | C. Boegner S. Iribarne                         | -                             | -                         | -           | -           |

Sous le résultat, la partenaire ; à droite, l’ultime équipe adverse.

### En double mixte
| Année | Championnat d'Australie | Championnat d'Australie | Internationaux de France      | Internationaux de France | Wimbledon | Wimbledon | US National | US National |
| ----- | ----------------------- | ----------------------- | ----------------------------- | ------------------------ | --------- | --------- | ----------- | ----------- |
| 1928  | -                       | -                       | 1er tour (1/16) Raymond Rodel | Simone Amaury E. Borotra | -         | -         | -           | -           |
| 1929  | -                       | -                       | 1er tour (1/32)               | A. Neufeld Roger Danet   | -         | -         | -           | -           |

Sous le résultat, le partenaire ; à droite, l’ultime équipe adverse.

## Parcours aux Jeux olympiques

### En simple dames
| # | Date       | Nom de l'olympiade            | Surface      | Résultat      | Ultime adversaire | Score    |          |
| - | ---------- | ----------------------------- | ------------ | ------------- | ----------------- | -------- | -------- |
| 1 | 23/08/1920 | Jeux olympiques d'été, Anvers | Gazon (ext.) | 1/4 de finale | Kitty McKane      | 6-2, 6-0 | Parcours |

### En double dames
| # | Date       | Nom de l'olympiade           | Surface      | Résultat | Partenaire      | Ultimes adversaires          | Score   |          |
| - | ---------- | ---------------------------- | ------------ | -------- | --------------- | ---------------------------- | ------- | -------- |
| 1 | 23/08/1920 | Jeux olympiques d'été Anvers | Gazon (ext.) | Bronze   | Suzanne Lenglen | Fernande Arendt Marie Storms | Forfait | Parcours |

### En double mixte
| # | Date       | Nom de l'olympiade           | Surface      | Résultat      | Partenaire    | Ultimes adversaires      | Score    |          |
| - | ---------- | ---------------------------- | ------------ | ------------- | ------------- | ------------------------ | -------- | -------- |
| 1 | 23/08/1920 | Jeux olympiques d'été Anvers | Gazon (ext.) | 2e tour (1/8) | Pierre Hirsch | Max Woosnam Kitty McKane | 6-4, 6-2 | Parcours |